# هرزکام
هرزکام (به انگلیسی: Harescombe) یک روستا و محله مدنی در بریتانیا است که در Stroud District واقع شده‌است. هرزکام  ۲۴۷ نفر جمعیت دارد.